# Конидарес, Деметрио
Деметрио Конидарес (исп. Demetrio Conidares; Сан-Мигель-де-Тукуман или Сальта — неизвестно) — аргентинский футболист, правый нападающий.

## Карьера
Деметрио Конидарес родился в Сан-Мигель-де-Тукумане. Там же он начал играть в футбол, в частности выступал за клубы «Спортиво» и «Сентраль Кордова» из столицы. По другим данным Деметрио родился в Сальте, а вырос в Бель-Вилье. Оттуда футболист переехал в «Кильмес». Там он дебютировал 26 марта 1933 года в матче с «Бокой Хуниорс» (0:4), а затем сыграл ещё один матч против «Индепендьенте» (0:1).
В том же году Конидарес перешёл в клуб «Расинг». Он дебютировал в составе команды 14 мая в матче с «Эстудиантесом» (2:0), а 29 октября забил первый гол за клуб, поразив ворота «Химнасии и Эсгримы» (4:1). В первом же сезоне Деметрио дошёл до финала «Кубка Беккара Варелы». В розыгрыше этого турнира Конидарес забил 13 голов, став лучшим бомбардиром соревнования. Один из голов был в финальной игре против клуба «Сентраль Кордова». Любопытно, что по легенде когда эта встреча была прервана на 88 минуте встречи, все игроки ушли в раздевалку, и лишь Конидарес отправился в буфет. За «Расинг» Деметрио играл до 1937 года, проведя 57 матчей и забив 18 голов, по другим данным 65 матчей и 32 гола. После этого он вновь перешёл в «Кильмес», где сыграл 20 встреч и забил 5 мячей.
В 1943 году Конидарес стал главным тренером «Сентраль Кордовы» из Сан-Мигель-де-Тукумана.

## Прозвища
Своё прозвище «Бочонок» Конидарес получил за свой рекордный для футболиста, на тот момент, вес — 107 кг. А появилось оно после того, как во время одного из матчей Деметрио упал на вратаря соперника. Когда тот пришёл в себя, то сказал, что на него будто упала бочка. 
Второе своё прозвище — «Тодди», Конидарес получил за большую любовь к молочному шоколаду  этой марки.

## Достижения
- Лучший бомбардир Кубка Беккара Варелы: 1933 (13 голов)